# Copa del Emperador 2013
La 93.ª Copa del Emperador (第93回天皇杯全日本サッカー選手権大会 Dai 93-kai Tennōhai Zennihon Sakkā Senshuken Taikai?) fue la edición 2013 de dicha competición de fútbol, la más antigua de Japón. El torneo comenzó el 31 de agosto de 2013 y terminó el 1 de enero de 2014.
El campeón fue Yokohama F. Marinos, tras vencer en la final a Sanfrecce Hiroshima. De esta manera, el conjunto de la capital de la prefectura de Kanagawa volvió a dar la vuelta olímpica luego de veintiún años. Por lo mismo, disputó la Supercopa de Japón 2014 ante precisamente el mismo cuadro que derrotara en la final, quien fue ganador de la J. League Division 1 2013.

## Calendario
| Etapa            | Fechas                                 | Número de equipos participantes | Observaciones                                                              |
| ---------------- | -------------------------------------- | ------------------------------- | -------------------------------------------------------------------------- |
| Primera ronda    | 31 de agosto y 1 de septiembre de 2013 | 48 (1+47) → 24                  | - 1: club cabeza de serie de la JFL - 47: ganadores de copas prefecturales |
| Segunda ronda    | 4 al 11 de septiembre de 2013          | 64 (24+18+22) → 32              | - 18: clubes de la J1 - 22: clubes de la J2                                |
| Tercera ronda    | 13 al 16 de octubre de 2013            | 32 → 16                         | - Participación de los ganadores de la Segunda ronda                       |
| Octavos de final | 16 y 20 de noviembre de 2013           | 16 → 8                          | - Participación de los ganadores de la Tercera ronda                       |
| Cuartos de final | 22 de diciembre de 2013                | 8 → 4                           | - Participación de los ganadores de los octavos de final                   |
| Semifinales      | 29 de diciembre de 2013                | 4 → 2                           | - Participación de los ganadores de los cuartos de final                   |
| Final            | 1 de enero de 2014                     | 2 → 1                           | - Participación de los ganadores de las semifinales                        |

## Equipos participantes
88 formaron parte del torneo. Todos los clubes de la J. League Division 1 2013 y todos los de la J. League Division 2 2013 comenzaron su participación en la segunda ronda del certamen. Los otros 47 equipos obtuvieron sus cupos al ganar sus respectivas Copas de Prefectura e ingresaron desde la primera rueda junto con el equipo seleccionado de la JFL, el equipo con mejor puntaje después de la 17.ª jornada.

### J. League Division 1
Todos los 18 equipos pertenecientes a la J. League Division 1 2013.
- Albirex Niigata
- Cerezo Osaka
- Júbilo Iwata
- Kashima Antlers
- Kashiwa Reysol
- Kawasaki Frontale
- Nagoya Grampus
- Oita Trinita
- Omiya Ardija
- Sagan Tosu
- Sanfrecce Hiroshima
- Shimizu S-Pulse
- Shonan Bellmare
- F.C. Tokyo
- Urawa Red Diamonds
- Vegalta Sendai
- Ventforet Kofu
- Yokohama F. Marinos

### J. League Division 2
Todos los 22 equipos pertenecientes a la J. League Division 2 2013.
- Avispa Fukuoka
- Consadole Sapporo
- Ehime F.C.
- Fagiano Okayama
- Gainare Tottori
- Gamba Osaka
- F.C. Gifu
- Giravanz Kitakyushu
- JEF United Chiba
- Kataller Toyama
- Kyoto Sanga
- Matsumoto Yamaga
- Mito HollyHock
- Montedio Yamagata
- Roasso Kumamoto
- Thespakusatsu Gunma
- Tochigi S.C.
- Tokushima Vortis
- Tokyo Verdy
- Vissel Kobe
- V-Varen Nagasaki
- Yokohama F.C.

### Japan Football League
Equipo con mejor puntaje tras la fecha 17 de la Japan Football League 2013.
- Kamatamare Sanuki

### Representantes de las prefecturas
- Toyota Shūkyū-dan
- Blaublitz Akita
- Vanraure Hachinohe
- Urayasu S.C.
- F.C. Imabari
- Saurcos Fukui
- Universidad de Fukuoka
- Fukushima United
- F.C. Gifu Second
- Thespa Kusatsu Challengers
- Sagawa Express Chūgoku S.C.
- Universidad de Educación de Hokkaidō
- Universidad Kwansei Gakuin
- Universidad de Tsukuba
- Zweigen Kanazawa
- Grulla Morioka
- Escuela Secundaria Comercial de Takamatsu
- Instituto Nacional de Fitness y Deportes en Kanoya
- Universidad Toin de Yokohama
- Sagawa Printing
- Universidad de Kōchi
- Universidad Kumamoto Gakuen
- Mind House Yokkaichi
- Sony Sendai
- Universidad Miyazaki Sangyo-keiei
- Nagano Parceiro
- Mitsubishi Heavy Industry Nagasaki
- Nara Club
- Universidad de Administración de Niigata
- Hoyo Oita
- Fagiano Okayama Next
- F.C. Ryukyu
- Universidad de Kansai
- Universidad de Saga
- Universidad Internacional de Tokio
- MIO Biwako Shiga
- Dezzolla Shimane
- Fujieda MYFC
- Tochigi Uva
- Yokogawa Musashino
- Escuela Secundaria de Naruto
- Escuela Secundaria Yonago Kita
- Toyama Shinjo Club
- Arterivo Wakayama
- Escuela Secundaria Haguro
- Renofa Yamaguchi
- Universidad Yamanashi Gakuin

## Resultados

### Fase preliminar
Los cruces de esta fase se anunciaron el 20 de mayo de 2013.

#### Primera ronda
| Fecha           | Ciudad     | Local                                              | Resultado  | Visitante                                 |
| --------------- | ---------- | -------------------------------------------------- | ---------- | ----------------------------------------- |
| 1 de septiembre | Fukuyama   | Sagawa Express Chūgoku S.C.                        | 1:4        | Universidad de Fukuoka                    |
| 31 de agosto    | Okinawa    | F.C. Ryukyu                                        | 2:1 (t.s.) | Dezzolla Shimane                          |
| 31 de agosto    | Kōfu       | Universidad Yamanashi Gakuin                       | 1:2        | Fukushima United                          |
| 1 de septiembre | Kagoshima  | Instituto Nacional de Fitness y Deportes en Kanoya | 0:1        | Universidad de Kōchi                      |
| 1 de septiembre | Kinokawa   | Arterivo Wakayama                                  | 2:3 (t.s.) | Fujieda MYFC                              |
| 1 de septiembre | Kanazawa   | Zweigen Kanazawa                                   | 6:1        | Toyama Shinjo Club                        |
| 1 de septiembre | Towada     | Vanraure Hachinohe                                 | 1:0        | Universidad Toin de Yokohama              |
| 1 de septiembre | Tottori    | Escuela Secundaria Yonago Kita                     | 0:2        | Fagiano Okayama Next                      |
| 1 de septiembre | Kumamoto   | Universidad Kumamoto Gakuen                        | 1:9        | F.C. Imabari                              |
| 31 de agosto    | Naruto     | Escuela Secundaria de Naruto                       | 0:2        | Universidad de Saga                       |
| 31 de agosto    | Sakai      | Saurcos Fukui                                      | 1:0        | Universidad Miyazaki Sangyo-keiei         |
| 31 de agosto    | Sapporo    | Universidad de Educación de Hokkaidō               | 2:1        | Escuela Secundaria Haguro                 |
| 1 de septiembre | Akita      | Blaublitz Akita                                    | 2:0        | Renofa Yamaguchi                          |
| 31 de agosto    | Suzuka     | Mind House Yokkaichi                               | 0:1        | Universidad de Administración de Niigata  |
| 1 de septiembre | Isahaya    | Mitsubishi Heavy Industry Nagasaki                 | 1:2        | Hoyo Oita                                 |
| 31 de agosto    | Saku       | Nagano Parceiro                                    | 4:1        | Toyota Shūkyū-dan                         |
| 31 de agosto    | Takamatsu  | Kamatamare Sanuki                                  | 7:2        | Escuela Secundaria Comercial de Takamatsu |
| 1 de septiembre | Maebashi   | Thespa Kusatsu Challengers                         | 0:3 (t.s.) | Yokogawa Musashino                        |
| 31 de agosto    | Utsunomiya | Tochigi Uva                                        | 2:1        | Universidad Internacional de Tokio        |
| 1 de septiembre | Gifu       | F.C. Gifu Second                                   | 1:2        | Universidad de Kansai                     |
| 1 de septiembre | Kashihara  | Nara Club                                          | 3:2 (t.s.) | Universidad Kwansei Gakuin                |
| 31 de agosto    | Naka       | Universidad de Tsukuba                             | 4:1 (t.s.) | Urayasu S.C.                              |
| 1 de septiembre | Morioka    | Grulla Morioka                                     | 0:1        | Sony Sendai                               |
| 31 de agosto    | Kioto      | Sagawa Printing                                    | 2:0        | MIO Biwako Shiga                          |

#### Segunda ronda
| Fecha            | Ciudad     | Local               | Resultado   | Visitante                                |
| ---------------- | ---------- | ------------------- | ----------- | ---------------------------------------- |
| 8 de septiembre  | Fukuyama   | Sanfrecce Hiroshima | 1:0         | Universidad de Fukuoka                   |
| 8 de septiembre  | Kumamoto   | Roasso Kumamoto     | (4) 1:1 (3) | Tokushima Vortis                         |
| 8 de septiembre  | Hiratsuka  | Shonan Bellmare     | 4:0         | F.C. Ryukyu                              |
| 7 de septiembre  | Kōfu       | Ventforet Kofu      | 1:0         | Fukushima United                         |
| 11 de septiembre | Kawasaki   | Kawasaki Frontale   | 3:1         | Universidad de Kōchi                     |
| 8 de septiembre  | Tokio      | Tokyo Verdy         | 3:2         | V-Varen Nagasaki                         |
| 7 de septiembre  | Shizuoka   | Shimizu S-Pulse     | 2:0         | Fujieda MYFC                             |
| 8 de septiembre  | Kanazawa   | Yokohama F.C.       | 0:1         | Zweigen Kanazawa                         |
| 11 de septiembre | Yokohama   | Yokohama F. Marinos | 5:1         | Vanraure Hachinohe                       |
| 7 de septiembre  | Utsunomiya | Tochigi S.C.        | 5:1         | Avispa Fukuoka                           |
| 7 de septiembre  | Saitama    | Omiya Ardija        | 4:0         | Fagiano Okayama Next                     |
| 8 de septiembre  | Suita      | Gamba Osaka         | 5:0         | F.C. Imabari                             |
| 7 de septiembre  | Matsumoto  | Matsumoto Yamaga    | 4:3 (t.s.)  | Thespakusatsu Gunma                      |
| 8 de septiembre  | Tosu       | Sagan Tosu          | 10:0        | Universidad de Saga                      |
| 7 de septiembre  | Iwata      | Júbilo Iwata        | 8:1         | Saurcos Fukui                            |
| 7 de septiembre  | Sapporo    | Consadole Sapporo   | 4:1         | Universidad de Educación de Hokkaidō     |
| 7 de septiembre  | Sendai     | Vegalta Sendai      | 3:0         | Blaublitz Akita                          |
| 7 de septiembre  | Mito       | Mito HollyHock      | (4) 1:1 (2) | Ehime F.C.                               |
| 7 de septiembre  | Niigata    | Albirex Niigata     | 4:2 (t.s.)  | Universidad de Administración de Niigata |
| 8 de septiembre  | Ōita       | Oita Trinita        | 2:0         | Hoyo Oita                                |
| 8 de septiembre  | Nagoya     | Nagoya Grampus      | 0:2         | Nagano Parceiro                          |
| 8 de septiembre  | Tottori    | Gainare Tottori     | 0:2         | Giravanz Kitakyushu                      |
| 8 de septiembre  | Chiba      | JEF United Chiba    | 5:0         | Kamatamare Sanuki                        |
| 7 de septiembre  | Chōfu      | F.C. Tokyo          | 1:0 (t.s.)  | Yokogawa Musashino                       |
| 11 de septiembre | Saitama    | Urawa Red Diamonds  | 2:1         | Tochigi Uva                              |
| 7 de septiembre  | Tendō      | Montedio Yamagata   | (9) 2:2 (8) | Kataller Toyama                          |
| 8 de septiembre  | Osaka      | Cerezo Osaka        | 4:0         | Universidad de Kansai                    |
| 8 de septiembre  | Miki       | Vissel Kobe         | 3:1         | Nara Club                                |
| 4 de septiembre  | Kashiwa    | Kashiwa Reysol      | 4:2         | Universidad de Tsukuba                   |
| 8 de septiembre  | Okayama    | Fagiano Okayama     | 2:1         | F.C. Gifu                                |
| 7 de septiembre  | Kashima    | Kashima Antlers     | 3:0         | Sony Sendai                              |
| 8 de septiembre  | Kioto      | Kyoto Sanga         | 4:0         | Sagawa Printing                          |

#### Tercera ronda
| Fecha         | Ciudad    | Local               | Resultado   | Visitante           |
| ------------- | --------- | ------------------- | ----------- | ------------------- |
| 14 de octubre | Hiroshima | Sanfrecce Hiroshima | 2:0         | Roasso Kumamoto     |
| 13 de octubre | Hiratsuka | Shonan Bellmare     | 0:1 (t.s.)  | Ventforet Kofu      |
| 16 de octubre | Kawasaki  | Kawasaki Frontale   | 3:0         | Tokyo Verdy         |
| 14 de octubre | Shizuoka  | Shimizu S-Pulse     | 3:2         | Zweigen Kanazawa    |
| 16 de octubre | Yokohama  | Yokohama F. Marinos | 3:1         | Tochigi S.C.        |
| 13 de octubre | Kumagaya  | Omiya Ardija        | (4) 0:0 (3) | Gamba Osaka         |
| 13 de octubre | Matsumoto | Matsumoto Yamaga    | 1:3 (t.s.)  | Sagan Tosu          |
| 13 de octubre | Iwata     | Júbilo Iwata        | 0:1         | Consadole Sapporo   |
| 13 de octubre | Sendai    | Vegalta Sendai      | (3) 1:1 (1) | Mito HollyHock      |
| 13 de octubre | Niigata   | Albirex Niigata     | 0:1 (t.s.)  | Oita Trinita        |
| 13 de octubre | Nagoya    | Nagano Parceiro     | (4) 0:0 (2) | Giravanz Kitakyushu |
| 13 de octubre | Chiba     | JEF United Chiba    | (5) 1:1 (6) | F.C. Tokyo          |
| 16 de octubre | Saitama   | Urawa Red Diamonds  | 2:3         | Montedio Yamagata   |
| 13 de octubre | Osaka     | Cerezo Osaka        | 4:0         | Vissel Kobe         |
| 16 de octubre | Kashiwa   | Kashiwa Reysol      | 1:0         | Fagiano Okayama     |
| 14 de octubre | Kashima   | Kashima Antlers     | 2:1         | Kyoto Sanga         |

### Fase final
Los cruces de esta fase se sortearon el 20 de octubre de 2013.

#### Cuadro de desarrollo
|  | Octavos de final           | Octavos de final           |                         |       | Cuartos de final | Cuartos de final |  |  | Semifinales     | Semifinales     |  |  | Final              | Final              |
|  | 16 y 20 de noviembre       | 16 y 20 de noviembre       |                         |       | 22 de diciembre  | 22 de diciembre  |  |  | 29 de diciembre | 29 de diciembre |  |  | 1 de enero de 2014 | 1 de enero de 2014 |
|  |                            |                            |                         |       |                  |                  |  |  |                 |                 |  |  |                    |                    |
|  |                            |                            |                         |       |                  |                  |  |  |                 |                 |  |  |                    |                    |
|  |                            |                            |                         |       |                  |                  |  |  |                 |                 |  |  |                    |                    |
|  | Kashiwa Reysol             | 0                          |                         |       |                  |                  |  |  |                 |                 |  |  |                    |                    |
|  | Kashiwa Reysol             | 0                          |                         |       |                  |                  |  |  |                 |                 |  |  |                    |                    |
|  | Oita Trinita               | 1                          |                         |       |                  |                  |  |  |                 |                 |  |  |                    |                    |
|  | Oita Trinita               | 1                          | Oita Trinita            | 1     |                  |                  |  |  |                 |                 |  |  |                    |                    |
|  |                            |                            |                         | 1     |                  |                  |  |  |                 |                 |  |  |                    |                    |
|  |                            | Yokohama F. Marinos (t.s.) | 2                       |       |                  |                  |  |  |                 |                 |  |  |                    |                    |
|  | Yokohama F. Marinos (t.s.) | Yokohama F. Marinos (t.s.) | 2                       | 2     |                  |                  |  |  |                 |                 |  |  |                    |                    |
|  | Yokohama F. Marinos (t.s.) |                            |                         | 2     |                  |                  |  |  |                 |                 |  |  |                    |                    |
|  | Nagano Parceiro            | 1                          |                         |       |                  |                  |  |  |                 |                 |  |  |                    |                    |
|  | Nagano Parceiro            | 1                          | Yokohama F. Marinos     | 2     |                  |                  |  |  |                 |                 |  |  |                    |                    |
|  |                            |                            |                         | 2     |                  |                  |  |  |                 |                 |  |  |                    |                    |
|  |                            | Sagan Tosu                 | 0                       |       |                  |                  |  |  |                 |                 |  |  |                    |                    |
|  | Cerezo Osaka               | Sagan Tosu                 | 0                       | 1     |                  |                  |  |  |                 |                 |  |  |                    |                    |
|  | Cerezo Osaka               |                            |                         | 1     |                  |                  |  |  |                 |                 |  |  |                    |                    |
|  | Sagan Tosu                 | 2                          |                         |       |                  |                  |  |  |                 |                 |  |  |                    |                    |
|  | Sagan Tosu                 | 2                          | Sagan Tosu (t.s.)       | 2     |                  |                  |  |  |                 |                 |  |  |                    |                    |
|  |                            |                            |                         | 2     |                  |                  |  |  |                 |                 |  |  |                    |                    |
|  |                            | Kawasaki Frontale          | 0                       |       |                  |                  |  |  |                 |                 |  |  |                    |                    |
|  | Kawasaki Frontale          | Kawasaki Frontale          | 0                       | 2     |                  |                  |  |  |                 |                 |  |  |                    |                    |
|  | Kawasaki Frontale          |                            |                         | 2     |                  |                  |  |  |                 |                 |  |  |                    |                    |
|  | Montedio Yamagata          | 0                          |                         |       |                  |                  |  |  |                 |                 |  |  |                    |                    |
|  | Montedio Yamagata          | 0                          | Yokohama F. Marinos     | 2     |                  |                  |  |  |                 |                 |  |  |                    |                    |
|  |                            |                            |                         | 2     |                  |                  |  |  |                 |                 |  |  |                    |                    |
|  |                            | Sanfrecce Hiroshima        | 0                       |       |                  |                  |  |  |                 |                 |  |  |                    |                    |
|  | Shimizu S-Pulse            | Sanfrecce Hiroshima        | 0                       | 0     |                  |                  |  |  |                 |                 |  |  |                    |                    |
|  | Shimizu S-Pulse            |                            |                         | 0     |                  |                  |  |  |                 |                 |  |  |                    |                    |
|  | Vegalta Sendai             | 1                          |                         |       |                  |                  |  |  |                 |                 |  |  |                    |                    |
|  | Vegalta Sendai             | 1                          | Vegalta Sendai          | 1     |                  |                  |  |  |                 |                 |  |  |                    |                    |
|  |                            |                            |                         | 1     |                  |                  |  |  |                 |                 |  |  |                    |                    |
|  |                            | F.C. Tokyo (t.s.)          | 2                       |       |                  |                  |  |  |                 |                 |  |  |                    |                    |
|  | Omiya Ardija               | F.C. Tokyo (t.s.)          | 2                       | 0     |                  |                  |  |  |                 |                 |  |  |                    |                    |
|  | Omiya Ardija               |                            |                         | 0     |                  |                  |  |  |                 |                 |  |  |                    |                    |
|  | F.C. Tokyo                 | 3                          |                         |       |                  |                  |  |  |                 |                 |  |  |                    |                    |
|  | F.C. Tokyo                 | 3                          | F.C. Tokyo              | 0 (4) |                  |                  |  |  |                 |                 |  |  |                    |                    |
|  |                            |                            |                         | 0 (4) |                  |                  |  |  |                 |                 |  |  |                    |                    |
|  |                            | Sanfrecce Hiroshima (p)    | 0 (5)                   |       |                  |                  |  |  |                 |                 |  |  |                    |                    |
|  | Kashima Antlers            | Sanfrecce Hiroshima (p)    | 0 (5)                   | 1     |                  |                  |  |  |                 |                 |  |  |                    |                    |
|  | Kashima Antlers            |                            |                         | 1     |                  |                  |  |  |                 |                 |  |  |                    |                    |
|  | Sanfrecce Hiroshima        | 3                          |                         |       |                  |                  |  |  |                 |                 |  |  |                    |                    |
|  | Sanfrecce Hiroshima        | 3                          | Sanfrecce Hiroshima (p) | 1 (3) |                  |                  |  |  |                 |                 |  |  |                    |                    |
|  |                            |                            |                         | 1 (3) |                  |                  |  |  |                 |                 |  |  |                    |                    |
|  |                            | Ventforet Kofu             | 1 (2)                   |       |                  |                  |  |  |                 |                 |  |  |                    |                    |
|  | Ventforet Kofu (t.s.)      | Ventforet Kofu             | 1 (2)                   | 1     |                  |                  |  |  |                 |                 |  |  |                    |                    |
|  | Ventforet Kofu (t.s.)      |                            |                         | 1     |                  |                  |  |  |                 |                 |  |  |                    |                    |
|  | Consadole Sapporo          | 0                          |                         |       |                  |                  |  |  |                 |                 |  |  |                    |                    |
|  | Consadole Sapporo          | 0                          |                         |       |                  |                  |  |  |                 |                 |  |  |                    |                    |

- Los horarios de los partidos corresponden al huso horario de Japón: (UTC+9)

#### Octavos de final
| Fecha           | Ciudad   | Estadio                   | Local               | Resultado  | Visitante           |
| --------------- | -------- | ------------------------- | ------------------- | ---------- | ------------------- |
| 16 de noviembre | Okayama  | Estadio Kanko             | Kashiwa Reysol      | 0:1        | Oita Trinita        |
| 20 de noviembre | Yokohama | Estadio Internacional     | Yokohama F. Marinos | 2:1 (t.s.) | Nagano Parceiro     |
| 16 de noviembre | Osaka    | Estadio Kincho            | Cerezo Osaka        | 1:2        | Sagan Tosu          |
| 20 de noviembre | Kawasaki | Estadio Atlético Todoroki | Kawasaki Frontale   | 2:0        | Montedio Yamagata   |
| 16 de noviembre | Shizuoka | Estadio Nihondaira        | Shimizu S-Pulse     | 0:1        | Vegalta Sendai      |
| 16 de noviembre | Saitama  | Estadio Ōmiya             | Omiya Ardija        | 0:3        | F.C. Tokyo          |
| 16 de noviembre | Kashima  | Estadio de Kashima        | Kashima Antlers     | 1:3        | Sanfrecce Hiroshima |
| 20 de noviembre | Kumamoto | Estadio Umakana Yokana    | Ventforet Kofu      | 1:0 (t.s.) | Consadole Sapporo   |

| 16 de noviembre de 2013, 13:03 | Kashiwa Reysol | 0:1 (0:0) | Oita Trinita | Estadio Kanko, Okayama                                        |                                                               |
|                                |                | Reporte   | Nishi 90+1'  | Asistencia: 2.510 espectadores Árbitro(s): Toshimitsu Yoshida | Asistencia: 2.510 espectadores Árbitro(s): Toshimitsu Yoshida |

| 20 de noviembre de 2013, 19:04 | Yokohama F. Marinos   | 2:1 (1:1, 1:1) (t. s.) | Nagano Parceiro | Estadio Internacional, Yokohama                            |                                                            |
|                                | Satō 31' · Fujita 97' | Reporte                | Unozawa 38'     | Asistencia: 6.319 espectadores Árbitro(s): Yoshirō Imamura | Asistencia: 6.319 espectadores Árbitro(s): Yoshirō Imamura |

| 16 de noviembre de 2013, 17:04 | Cerezo Osaka | 1:2 (1:1) | Sagan Tosu           | Estadio Nagai, Osaka                                     |                                                          |
|                                | Edno 22'     | Reporte   | Kanai 5' · Toyoda 8' | Asistencia: 6.456 espectadores Árbitro(s): Hajime Matsuo | Asistencia: 6.456 espectadores Árbitro(s): Hajime Matsuo |

| 20 de noviembre de 2013, 19:04 | Kawasaki Frontale | 2:0 (1:0) | Montedio Yamagata | Estadio Atlético Todoroki, Kawasaki                       |                                                           |
|                                | Ōkubo 44', 77'    | Reporte   |                   | Asistencia: 5.231 espectadores Árbitro(s): Yūdai Yamamoto | Asistencia: 5.231 espectadores Árbitro(s): Yūdai Yamamoto |

| 16 de noviembre de 2013, 13:00 | Shimizu S-Pulse | 0:1 (0:0) | Vegalta Sendai | Estadio Nihondaira, Shizuoka                               |                                                            |
|                                |                 | Reporte   | Y.G. Ryang 82' | Asistencia: 5.019 espectadores Árbitro(s): Hiroyuki Kimura | Asistencia: 5.019 espectadores Árbitro(s): Hiroyuki Kimura |

| 16 de noviembre de 2013, 19:03 | Omiya Ardija | 0:3 (0:1) | F.C. Tokyo                          | Estadio Ōmiya, Saitama                                        |                                                               |
|                                |              | Reporte   | Mita 45+1' · Watanabe 54' · Ōta 82' | Asistencia: 8.434 espectadores Árbitro(s): Hiroyoshi Takayama | Asistencia: 8.434 espectadores Árbitro(s): Hiroyoshi Takayama |

| 16 de noviembre de 2013, 15:05 | Kashima Antlers | 1:3 (0:3) | Sanfrecce Hiroshima                | Estadio de Kashima, Kashima                             |                                                         |
|                                | Itō 79'         | Reporte   | Takahagi 28', 45+1' · Shiotani 41' | Asistencia: 5.710 espectadores Árbitro(s): Takuto Okabe | Asistencia: 5.710 espectadores Árbitro(s): Takuto Okabe |

| 20 de noviembre de 2013, 19:03 | Ventforet Kofu | 1:0 (t. s.) | Consadole Sapporo | Estadio Umakana Yokana, Kumamoto                            |                                                             |
|                                | Patric 113'    | Reporte     |                   | Asistencia: 523 espectadores Árbitro(s): Nobutsugu Murakami | Asistencia: 523 espectadores Árbitro(s): Nobutsugu Murakami |

#### Cuartos de final
| Fecha           | Ciudad    | Estadio               | Local               | Resultado   | Visitante           |
| --------------- | --------- | --------------------- | ------------------- | ----------- | ------------------- |
| 22 de diciembre | Ōita      | Oita Bank Dome        | Oita Trinita        | 1:2 (t.s.)  | Yokohama F. Marinos |
| 22 de diciembre | Tosu      | Estadio de Tosu       | Sagan Tosu          | 2:0 (t.s.)  | Kawasaki Frontale   |
| 22 de diciembre | Sendai    | Estadio Yurtec        | Vegalta Sendai      | 1:2 (t.s.)  | F.C. Tokyo          |
| 22 de diciembre | Hiroshima | Estadio del Gran Arco | Sanfrecce Hiroshima | (3) 1:1 (2) | Ventforet Kofu      |

| 22 de diciembre de 2013, 13:00 | Oita Trinita  | 1:2 (1:1, 0:0) (t. s.) | Yokohama F. Marinos         | Oita Bank Dome, Ōita                                  |                                                       |
|                                | Morishima 83' | Reporte                | Kurihara 72' · Tomisawa 94' | Asistencia: 8.875 espectadores Árbitro(s): Ryūji Satō | Asistencia: 8.875 espectadores Árbitro(s): Ryūji Satō |

| 22 de diciembre de 2013, 15:04 | Sagan Tosu                | 2:0 (t. s.) | Kawasaki Frontale | Estadio de Tosu, Tosu                                   |                                                         |
|                                | Niwa 100' · Mizunuma 112' | Reporte     |                   | Asistencia: 11.123 espectadores Árbitro(s): Minoru Tōjō | Asistencia: 11.123 espectadores Árbitro(s): Minoru Tōjō |

| 22 de diciembre de 2013, 13:04 | Vegalta Sendai | 1:2 (1:1, 1:0) (t. s.) | F.C. Tokyo               | Estadio Yurtec, Sendai                                     |                                                            |
|                                | Wilson 3'      | Reporte                | Ōta 90+3' · Hayashi 120' | Asistencia: 15.018 espectadores Árbitro(s): Masaaki Iemoto | Asistencia: 15.018 espectadores Árbitro(s): Masaaki Iemoto |

| 22 de diciembre de 2013, 13:05 | Sanfrecce Hiroshima                   | 1:1 (1:1, 1:1) (t. s.)(3:2 p.) | Ventforet Kofu                                          | Estadio del Gran Arco, Hiroshima                        |                                                         |
|                                | Satō 23'                              | Reporte                        | 45+1' (a.g.)                                            | Asistencia: 11.181 espectadores Árbitro(s): Jumpei Iida | Asistencia: 11.181 espectadores Árbitro(s): Jumpei Iida |
|                                |                                       | Tiros desde el punto penal     |                                                         |                                                         |                                                         |
|                                | Aoyama · Mizumoto · H.J. Park · Mikić |                                | Gilsinho · Fukuda · Miyuki · Mizuno · Marquinhos Paraná |                                                         |                                                         |

#### Semifinales
| Fecha           | Ciudad   | Estadio               | Local               | Resultado   | Visitante           |
| --------------- | -------- | --------------------- | ------------------- | ----------- | ------------------- |
| 29 de diciembre | Yokohama | Estadio Internacional | Yokohama F. Marinos | 2:0         | Sagan Tosu          |
| 29 de diciembre | Tokio    | Estadio Nacional      | F.C. Tokyo          | (4) 0:0 (5) | Sanfrecce Hiroshima |

| 29 de diciembre de 2013, 13:06 | Yokohama F. Marinos        | 2:0 (0:0) | Sagan Tosu | Estadio Internacional, Yokohama                                |                                                                |
|                                | Hyōdō 86' · Nakamura 90+4' | Reporte   |            | Asistencia: 22.630 espectadores Árbitro(s): Hiroyoshi Takayama | Asistencia: 22.630 espectadores Árbitro(s): Hiroyoshi Takayama |

| 29 de diciembre de 2013, 15:04 | F.C. Tokyo                                                          | 0:0 (t. s.)(4:5 p.)        | Sanfrecce Hiroshima                                                | Estadio Nacional, Tokio                                        |                                                                |
|                                |                                                                     | Reporte                    |                                                                    | Asistencia: 26.709 espectadores Árbitro(s): Nobutsugu Murakami | Asistencia: 26.709 espectadores Árbitro(s): Nobutsugu Murakami |
|                                |                                                                     | Tiros desde el punto penal |                                                                    |                                                                |                                                                |
|                                | Ōta · Morishige · H.S. Jang · Mita · Hasegawa · Yonemoto · Ishikawa |                            | Aoyama · Mizumoto · Chiba · Nishikawa · Shiotani · Asano · Notsuda |                                                                |                                                                |

#### Final
| Fecha              | Ciudad | Estadio          | Local               | Resultado | Visitante           |
| ------------------ | ------ | ---------------- | ------------------- | --------- | ------------------- |
| 1 de enero de 2014 | Tokio  | Estadio Nacional | Yokohama F. Marinos | 2:0       | Sanfrecce Hiroshima |

| 1 de enero de 2014, 14:04 | Yokohama F. Marinos      | 2:0 (2:0) | Sanfrecce Hiroshima | Estadio Nacional, Tokio                                      |                                                              |
|                           | Saitō 17' · Nakazawa 21' | Reporte   |                     | Asistencia: 46.599 espectadores Árbitro(s): Yūichi Nishimura | Asistencia: 46.599 espectadores Árbitro(s): Yūichi Nishimura |

|                                        |
| Bandera de Prefectura de Kanagawa      |
| Campeón Yokohama F. Marinos 7.º título |